# Station Ostrowy
Station Ostrowy is een spoorwegstation in de Poolse plaats Nowe Ostrowy.